# Аббасов, Аким Али оглы
Аким Али оглы Аббасов (азерб. Akim Əli oğlu Abbasov; 25 мая 1911 — 27 февраля 1992) — советский военачальник и государственный деятель. Участник Великой Отечественной войны. Генерал-майор (1957).

## Биография

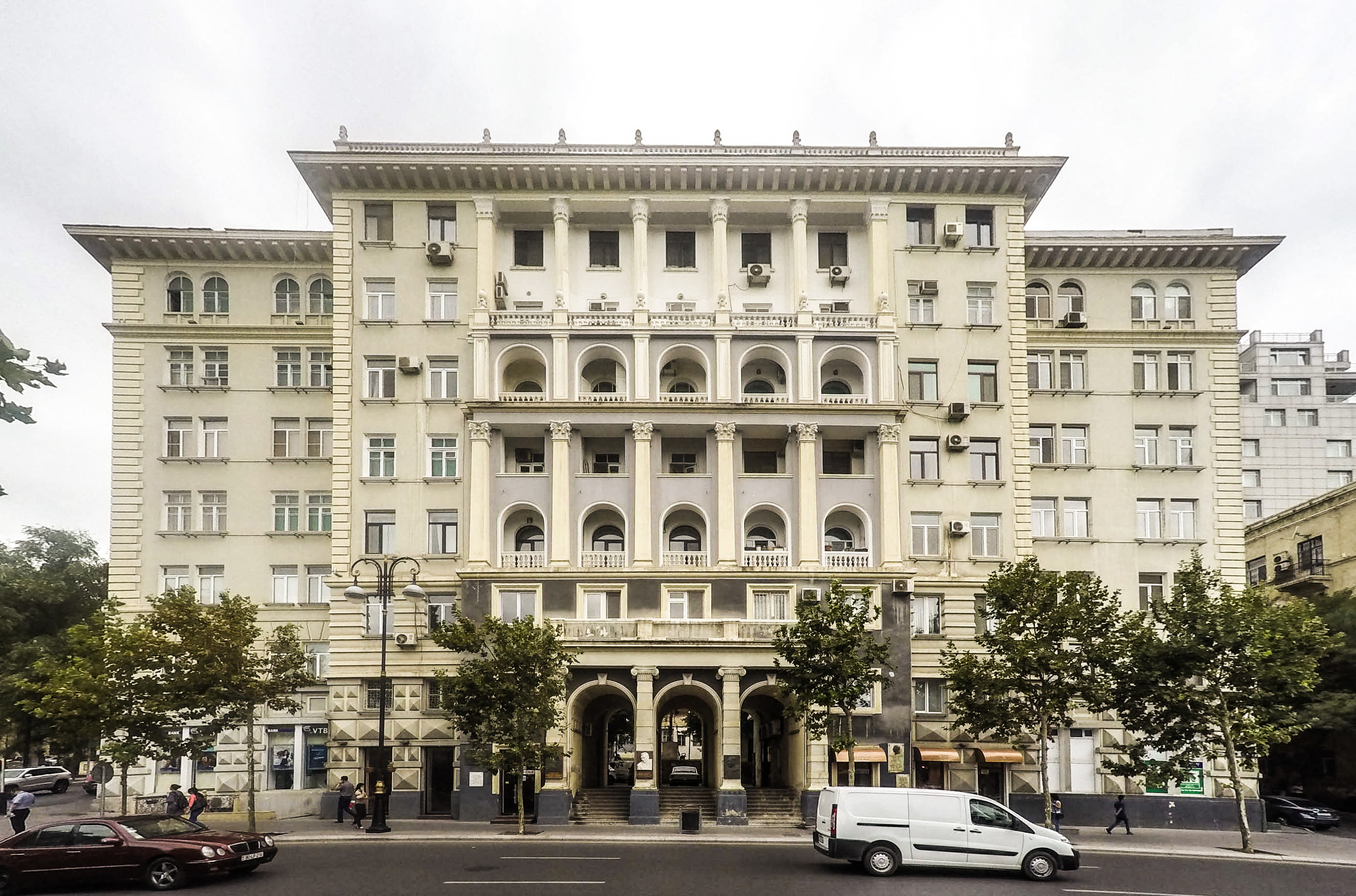
Дом «Монолит» в Баку, в котором с 1945 по 1992 год жил Аким Аббасов

Родился 25 мая 1911 года в селе Эрикли Зангезурского уезда Елизаветпольской губернии. В 1918 году умирает его мать, в 1920 году семья переезжает в село Назарабад, Нахичевань, где в этом же году умирает его отец. В 1922 году Акима переводят в детский дом при школе № 3, где продолжает своё обучение. В 1927 году поступает в Закавказскую военно-подготовительную школу РККА. После окончание школы в мае 1930 года был направлен в Тифлис, где продолжил своё обучение в Закавказском военном курсе пехотинцев и стал членом ВКП(б). В 1932 году был назначен командиром взвода 77-й горнострелковой дивизии. В 1935 году назначен командиром инженерной роты 4-го горно-стрелкового полка. Спустя некоторое время занимает должность командира 4-го горно-стрелкового полка. После переводится в 76-ю горно-стрелковую дивизию, где занимает должность заместителя начальника штаба оперативного отдела дивизии. В начале 1938 года возвращается в Нахичевань. В 1940 году был направлен в 76-ю горно-стрелковую дивизию. В 1941 году дивизия была переброшена на Юго-Западный фронт. В оборонительных боях в Полтавской области в районе железной дороги Полтава-Харьков, по приказу командования вышел в тыл противника и выводил из окружения 137-й стрелковый полк дивизии. После гибели командира, принял командование 207-м стрелковым полком, руководил его контрнаступлением в направлении Шолохово. В ходе контрнаступления противник был отброшен к Северному Донцу, было освобождено 17 населённых пунктов в том числе Мясоедово, Игуменко и др. За блестящее выполнение боевой задачи произведён в майоры.
В марте 1942 года направлен в распоряжение командующего Северо-Кавказским фронтом, где принял командование 34-й курсантской бригадой. Через месяц направлен в распоряжение командующего Закавказским фронтом, где получил назначение на должность начальника оперативного отдела 402-й Азербайджанской стрелковой дивизии. В декабре 1942 года — командир 833-го стрелкового полка 402-й дивизии. В наступательном бою в районе "Сборный" 2-3 декабря 1942 года полком под командованием майора Аббасова было подбито и сожжено 43 немецких танка, 32 немецких бронемашин, а также уничтожена одна автомашина и две рации. За эти боевые заслуги Аббасов был дважды награждён орденом Красного Знамени. Был представлен командиром 402-й стрелковой дивизии к Ордену Ленина. 
По окончании битвы за Кавказ продолжил службу в 402-й стрелковой дивизии.
В 1945 году полковник Аббасов поступает на заочное отделение в Азербайджанский государственный педагогический университет.
В 1948 году был направлен на Высшие стрелково-тактические курсы «Выстрел». Окончил курсы в октябре 1949 года и служил в должности заместителя командира 216-й стрелковой дивизии до 1953 года. В октябре 1953 году направлен на Высшие академические курсы при Военной академии имени Фрунзе. В ноябре 1954 года окончил курсы и поступил на заочное отделение Военной академии, которую успешно окончил в 1956 году. С августа 1956 по февраль 1961 года командовал 6-й стрелковой дивизией в составе 4-й общевойсковой армии Закавказского военного округа (в июне 1967 года дивизия преобразована в 60-ю мотострелковую дивизию). В 1957 году решением Совета Министров СССР получил воинское звание генерал-майора. В конце 1960-х был назначен командиром 295-й мотострелковой дивизии (в/ч 39486).
За период службы Аббасов был дважды награждён орденом Красного Знамени, дважды орденом Красной Звезды, орденом Отечественной войны 1-й степени, медалями и почётными грамотами.
С июня 1967 года по 1979 год работал заместителем министра автомобильной промышленности АзССР, с 1982 года — заместителем председателя комитета АзССР по защите мира. 25 апреля 1989 года был избран председателем комитета ветеранов войны города Баку, в декабре того же года стал членом пленума Советского комитета ветеранов войны.
Дестабилизация ситуации в стране в начале 90-х серьёзно беспокоило его. Был шокирован событиями в Баку. Умер 27 февраля 1992 года в Баку, на следующий день после Ходжалинского геноцида. Похоронен в Баку на Аллее почётного захоронения.

## Память
- Мемориальная доска в честь генерал-майора А. А. Аббасова установлена в городе Баку на доме, где он жил.
- Именем А. А. Аббасова названа улица в городе Баку Азербайджанской Республики[4].

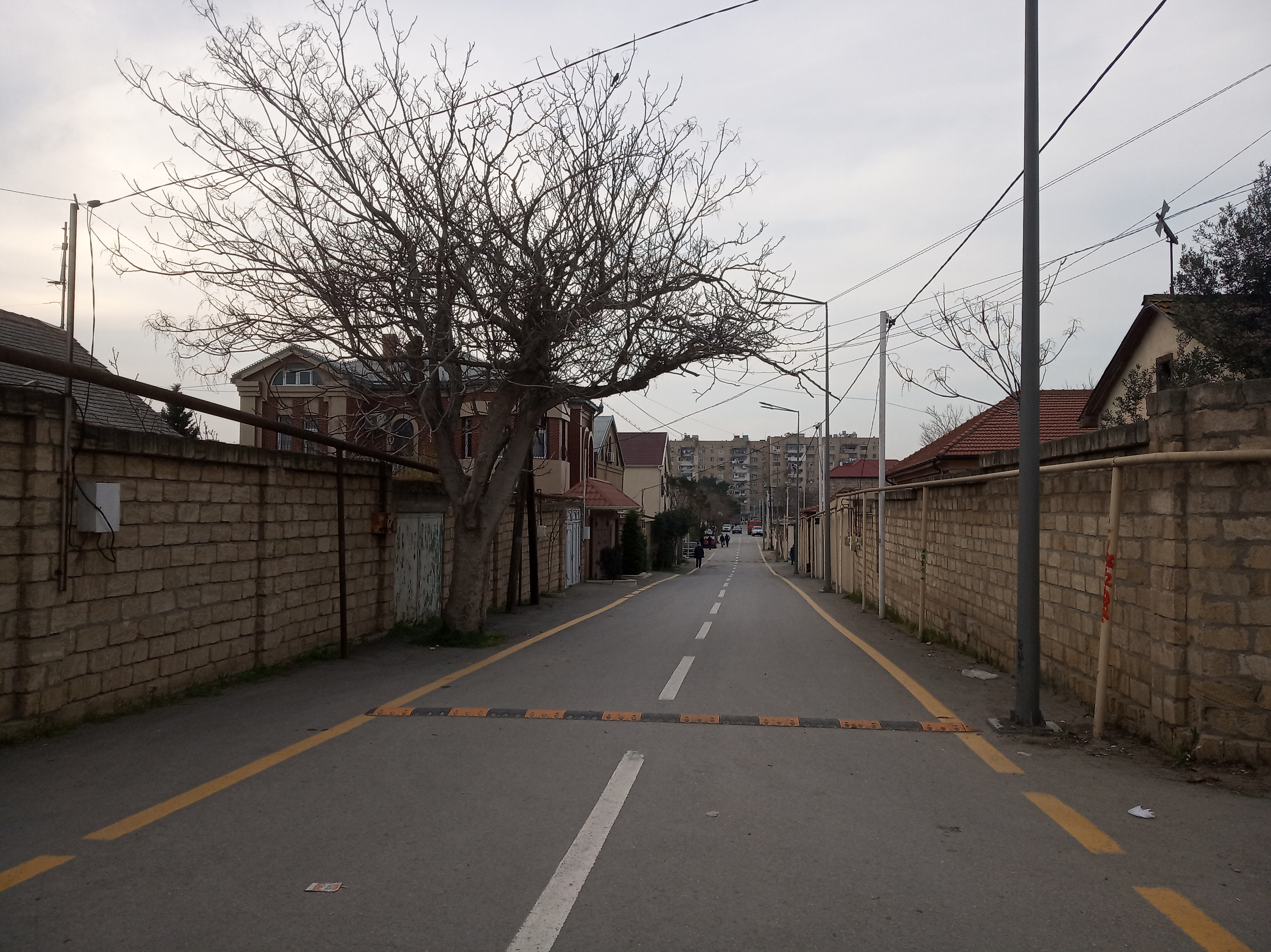
Улица Акима Аббасова в посёлке Бакиханов в Баку
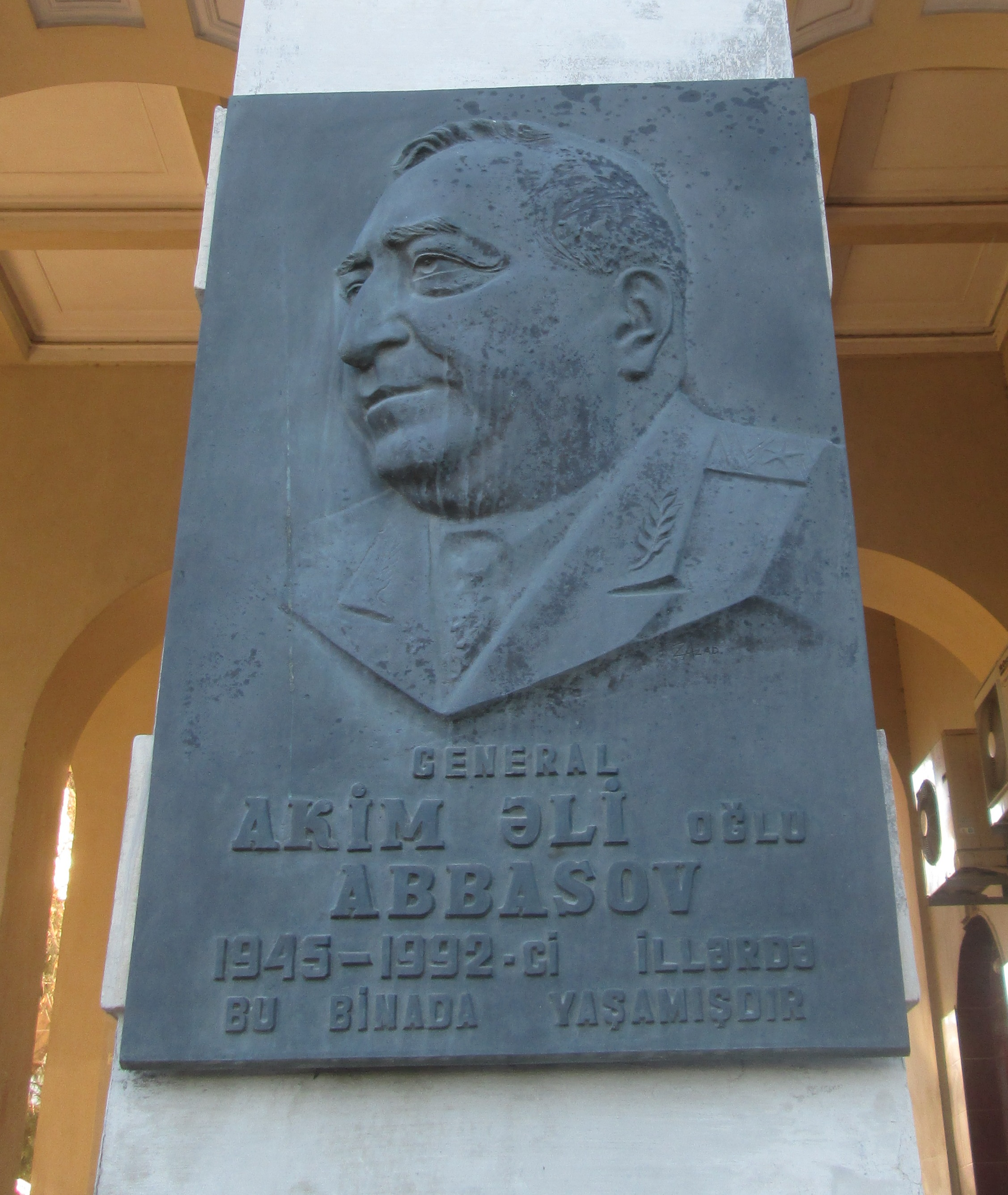
Мемориальная доска в честь А. А. Аббасова город Баку